# Дњестар
Дњестар  (укр. Дністер, рум. Nistru) ријека је у источној Европи дугачка 1.352 km. Извире у Украјини, близу Дрохобича на граници с Пољском, а улива се у Црно море. Једним делом тока чини природну границу између Украјине и Молдавије, након чега тече кроз Молдавију у дужини од 398 km одељујући Молдавију од Придњестровља, да би потом поново постао гранична река између Украјине и Молдавије. У Црно море се улива у Украјини, у Одеској области и на ушћу прави Дњестарски лиман. У доњем делу тока, десна брдовита обала је виша од низијске леве обале. Најважније притоке су Реут и Бик.